# Hoba-meteoriet

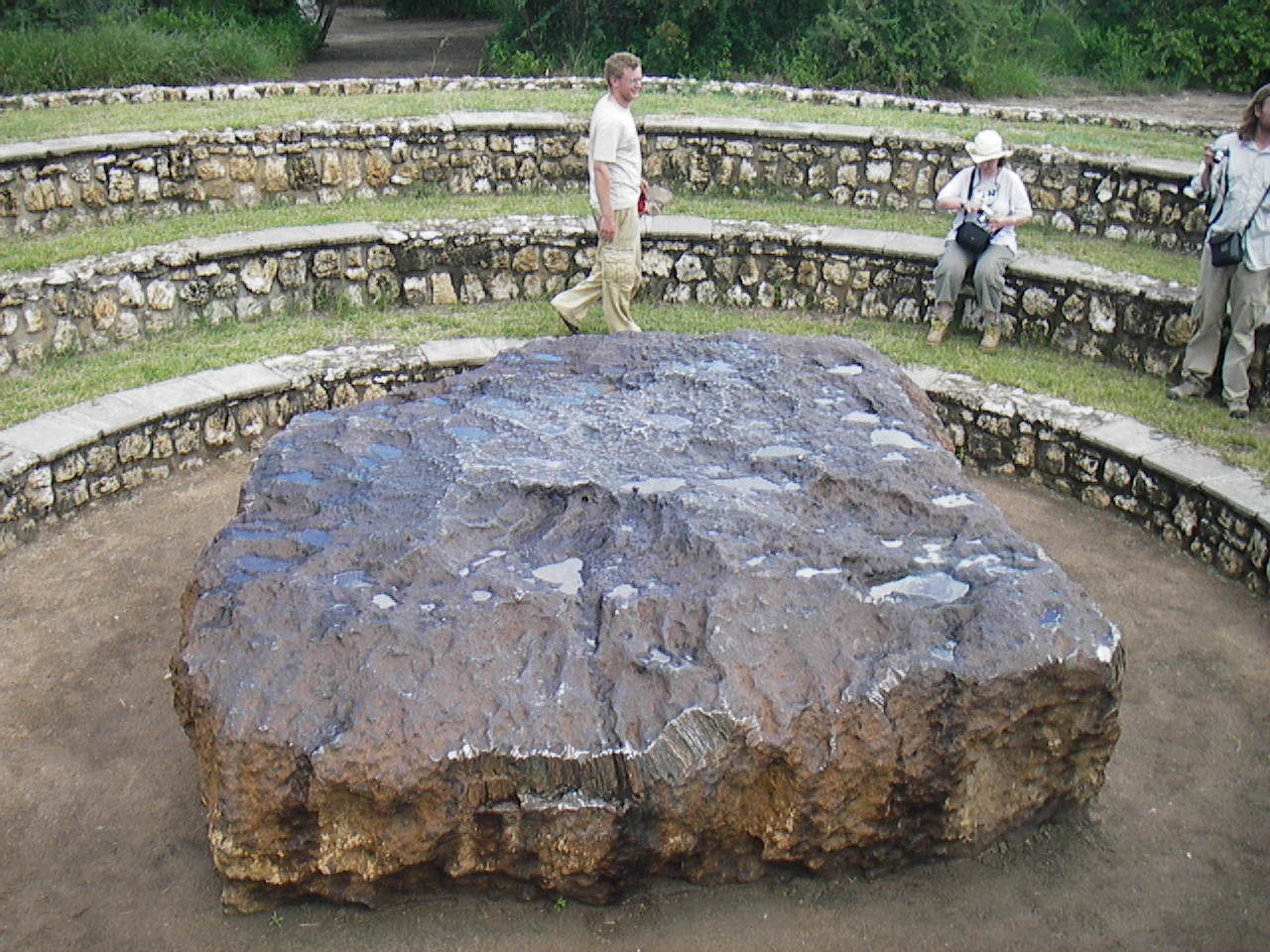
De Hoba-meteoriet.

De Hoba-meteoriet is veruit de grootste en zwaarste bekende
meteoriet die ooit op Aarde is neergevallen. De meteoriet ligt nabij
de stad Grootfontein in het noordoosten van het Zuidwest-Afrikaanse
land Namibië.

## Beschrijving
De meteoriet heeft een blokvorm met relatief vlakke zijden en meet 2,95 x
2,84 x 0,9 meter. Bij zijn ontdekking in 1920 werd het gewicht geschat op
zo'n 66 ton. De ouderdom van de steen wordt geschat tussen
de 200 en 400 miljoen jaar. Naar schatting 80.000 jaar geleden zou hij op de
aarde zijn gevallen. Door de vlakke vorm zou de atmosfeer de val hebben afgeremd
tot een eindsnelheid waarmee de meteoriet min of meer intact op aarde neerkwam zonder een grote krater te slaan. Erosie, het wegnemen van monsters
en vandalisme hebben het gewicht over de jaren heen gereduceerd tot een
geschatte 60 ton.

## Samenstelling
De meteoriet is samengesteld uit 82,4% ijzer, 16,4%
nikkel en 0,76% kobalt. Hij staat wetenschappelijk geklasseerd als
een nikkelrijke ataxiet.

## Geschiedenis
De Hoba-meteoriet werd in 1920 gevonden op een veld nabij de
Namibische stad Grootfontein. Naar verluidt was de eigenaar
van het veld met een os aan het ploegen toen hij op
een metalen voorwerp in de grond stootte. De meteoriet werd uitgegraven en
voor het eerst beschreven door Jacobus Hermanus Brits in 1920. Zijn
verslag ligt nu in het Grootfontein Museum. Het object werd
vernoemd naar de vindplaats, de Hoba West Farm.
Om het vandalisme tegen te gaan werd de meteoriet in maart 1955 een
nationaal monument, maar dit stopte het vandalisme niet. In 1985 schonk
het lokale uraniummijnbouwbedrijf Rössing fondsen om de meteoriet
definitief te beschermen. In 1987 schonk de eigenaar van het veld de
meteoriet en het stuk grond aan de Namibische overheid. Die bouwde er een
toeristische site die nu jaarlijks duizenden bezoekers krijgt en het vandalisme
stopte.